# Ricard de Martorell i de Fivaller
Ricard de Martorell i de Fivaller   (Ciutadella de Menorca, segle XIX - Madrid, 12 de març de 1907) fou un aristòcrata i polític menorquí, diputat a Corts Espanyoles durant la restauració borbònica.

## Biografia
Cinquè duc de l'Almenara Alta des de 1893, a la mort del seu germà Gabí, qui havia succeït al seu germà Josep Maria, i vuitè marquès de Paredes. Aquell mateix any es casà amb María de los Ángeles Téllez-Girón y Fernández de Córdoba (Madrid,1871-?), filla del duc d'Uceda i d'Escalona. Era membre del Partit Liberal Conservador, amb el que fou elegit diputat pel districte de Maó a les eleccions generals espanyoles de 1884 i pel de Balaguer a les eleccions generals espanyoles de 1891.